# Marion Lichardus-Itten
Marion Lichardus-Itten (* Juni 1941 in Zürich als Marion Itten) ist eine Schweizer Prähistorikerin.

## Leben
Sie ist die Tochter des Schweizer Malers, Kunsttheoretikers und Kunstpädagogen Johannes Itten und dessen zweiter Ehefrau Anneliese. Sie studierte an der Universität Zürich bei dem Prähistoriker Emil Vogt und promovierte im Jahre 1966 mit einem Thema zur Horgener Kultur. Danach war sie als Konservatorin am Schweizerischen Landesmuseum in Zürich beschäftigt. Im Jahre 1969 lernte sie auf einer Studienreise in der Slowakei den Prähistoriker Jan Lichardus kennen, der damals als wissenschaftlicher Assistent am Archäologischen Institut in Nitra tätig war. Nach dessen Übersiedlung in die Bundesrepublik Deutschland heirateten sie im Jahre 1971.
Zwischen 1976 und 1981 war sie zunächst Maître de conférences und dann Assistenzprofessorin an der Université Paris 1 Panthéon-Sorbonne in Paris. Ab 1982 war sie dort und an den Universitäten Heidelberg und Marburg als Privatdozentin tätig. Nachdem sie sich im Jahr 1988 in Marburg kumulativ habilitiert hatte, kehrte sie im selben Jahr als Professorin an die Sorbonne zurück, wo sie im Jahr 2006 emeritiert wurde.
Ab 1986 leitete sie gemäß einer Kooperation zwischen dem Centre national de la recherche scientifique, der Bulgarischen Akademie der Wissenschaften und dem Historischen Museum von Blagoewgrad die archäologischen Ausgrabungen bei Kowatschewo im Tal der Struma in Bulgarien, wo ein seit dem  frühesten Neolithikum bewohnter Siedlungsplatz aufgedeckt wurde.
Lichardus-Itten ist Mitglied des Deutschen Archäologischen Instituts sowie des Bulgarischen Archäologischen Institutes und ist Ehrendoktor der Universität Sofia. Sie ist Präsidentin der Johannes-Itten-Stiftung.
Der Geograph und Hochschullehrer Klaus Itten (1944–2023) war ihr Bruder.

## Schriften (Auswahl)
- Marion Itten: Die Horgener Kultur. Birkhäuser, Basel 1970.
- Marion Lichardus-Itten: Die Gräberfelder der Grossgartacher Gruppe im Elsass (= Saarbrücker Beiträge zur Altertumskunde, 25). Habelt, Bonn 1980, ISBN 978-3-7749-1423-0.
- Jan Lichardus, Marion Lichardus-Itten (mit Beiträgen von Gérard Bailloud, Jacques Cauvin): La Protohistoire de l’Europe. Le Néolithique et le Chalcolithique entre la Méditerranée et la mer Baltique. Nouvelle Clio, l'histoire et ses problèmes. Presses Universitaires de France, Paris 1985.
- Marion Lichardus-Itten et al. (Hrsg.): Beiträge zu jungsteinzeitlichen Forschungen in Bulgarien (= Saarbrücker Beiträge zur Altertumskunde, 74). Habelt, Bonn 2002, ISBN 978-3-7749-3105-3.